# Comunidad del Cordero
La Comunidad del Cordero,  es una comunidad religiosa compuesta de dos asociaciones católicas: las hermanitas del Cordero, erigidas el 6 de febrero de 1983 por el obispo de Perpiñán Jean Chabbert y reconocida en la Orden de Predicadores el 16 de julio de 1983 por el padre Vicent de Couesnongle, maestro de los dominicos, y los hermanitos del Cordero, erigidos el 8 de agosto de 1990.
Su misión es orante y mendicante-itinerante, siguiendo el modelo franciscano y dominico. Desde el 29 de junio de 1996 el arzobispo de Viena, cardenal Christoph Schönborn es el responsable de la comunidad. 
Las hermanitas del Cordero, fundadas por hermanita Marie Coqueray, son contemplativas en la oración, actualmente son unas 180, repartidas por Francia, España, Italia, Polonia, Austria, Argentina, Chile y Estados Unidos.
Los hermanitos del Cordero, también fundados por hermanita Marie Coqueray, son unos 35, repartidos por Francia, España, Polonia, Austria, Argentina y Estados Unidos.
Son mujeres y hombres que intentan vivir la pobreza radical, casi todos los días salen a pedir el pan.

## Implantación

### España
Actualmente la rama femenina tiene presencia en:
- Barcelona: donde tienen un pequeño monasterio en la parroquia de San Jaime, en la calle Fernando.
- Valencia: tiene presencia en Valencia (capital) y Navalón. Este último fue su primer monasterio femenino en España.[4]
- Granada. Establecidas en el Pequeño Monasterio de la Paz.
- Córdoba.
- Madrid: establecidas en el centro de la capital, asisten espiritualmente la Capilla del Obispo, si bien en marzo de 2017 manifestaron su intención de fundar otra casa en la capital.[5]

En España también hay dos fraternidades masculinas, concretamente en:
- Madrid: en el barrio de Usera.
- Navalón: pueblo de la provincia de Valencia, donde las Hermanitas también tienen presencia.

### Chile
En 1992 las religiosas se establecieron en Linares, en 2001 se trasladaron a la periferia de Santiago de Chile decidiendo levantar un monasterio en el centro de la ciudad, concretamente en los terrenos adyacentes a la Capilla de las Ánimas.

## Sitio web
- Página web oficial de la Comunidad del Cordero